# Sabine Lutzenberger
Sabine Lutzenberger (* 1964) ist eine deutsche Mezzosopranistin aus Stadtbergen bei Augsburg. Ihr Spezialgebiet ist die Musik des Mittelalters. Kontrastiv singt sie auch in Ensembles zeitgenössische Musik. Sie ist eine der Pionierinnen des mittelalterlichen Gesangs im deutschsprachigen Kulturraum.

## Leben und Werk
Sabine Lutzenberger studierte an der Züricher Hochschule für Musik und erwarb sich 1990 dort ihr Blockflötendiplom. Anschließend studierte sie bei Ulrich  Meßthaler  und  René  Jacobs an der Schola Cantorum Basiliensis Mittelalter- und  Barockgesang. Künstlerische Impulse erhielt Lutzenberger durch die Zusammenarbeit mit dem Ensemble für frühe Musik Augsburg, durch Pedro Memelsdorff vom italienischen Ensemble Mala Punica und durch Paul van Nevel vom belgischen Huelgas  Ensemble.
Lutzenberger trat bei europäischen Festivals der Alten Musik als Solistin, Ensemblesängerin und mit ihrem Ensemble PER-SONAT auf. Ihr Repertoire umfasst den Gesang des Mittelalters bis zum Barock. Kontrastierend dazu pflegt sie den Avantgarde-Gesang beispielsweise mit dem Klangforum Wien unter der Leitung von Enno Poppe beim Kunstfest Weimar oder unter Sylvain Cambreling im Konzerthaus Wien oder bei der Biennale in Venedig, Lissabon und Porto. Unter dem Dirigenten Peter Rundel gab Lutzenberger in Porto Konzerte mit Werken von Anton Webern.
Für die Einspielung der Carmina Burana (Tempus transit) erhielt Sabine Lutzenberger als Mitinterpretin den Diapason d’or.
Sabine Lutzenberger ist mit dem Pianisten Wolfram Oettl verheiratet und bildet mit diesem das Duo arspoetica, das sich der Musik der Renaissance, des Barock, der Romantik sowie der Neuen Musik widmet.